# Wang Shanshan
Wang Shanshan (Luoyang, 27 gennaio 1990) è una calciatrice cinese, difensore del Beijing Jingtan.

## Carriera
Viene convocata per vestire la maglia della Nazionale cinese nell'edizione 2014 dei Giochi asiatici dove raggiunge i quarti di finale.
Il selezionatore Hao Wei la inserisce nella rosa delle 23 calciatrici, resa nota dalla federazione cinese il 28 maggio 2015, che parteciperanno a Canada 2015, settima edizione ufficiale del campionato mondiale femminile di calcio.. Benché accreditata come difensore, durante il torneo Hao Wei la schiera reparto offensivo e va segno per la prima volta nella terza partita del Girone A, nella fase a gironi, siglando al 60' la rete del parziale 2-1 con la Nuova Zelanda, incontro poi terminato 2-2, garantendo il passaggio del turno alla propria squadra. Suo anche il suo decisivo gol realizzato al 12' nella successiva partita con il Camerun e che consente alla sua Nazionale di accedere ai quarti di finale.

## Palmarès

### Club
- Campionato cinese: 3

Wuhan Jiangda: 2020, 2021, 2023

### Nazionale
- Coppa d'Asia: 1

2022

### Individuale
- Migliore calciatrice della Coppa d'Asia: 1

2022